# Prîsluci, Berezne
Prîsluci (în ucraineană Прислуч) este localitatea de reședință a comunei Prîsluci din raionul Berezne, regiunea Rivne, Ucraina.

## Demografie
Componența lingvistică a localității Prîsluci
     Ucraineană (99,86%)
     Alte limbi (0,14%)
Conform recensământului din 2001, majoritatea populației localității Prîsluci era vorbitoare de ucraineană (99,86%), existând în minoritate și vorbitori de alte limbi.